# Eriocottis nicolaeella
Eriocottis nicolaeella is een vlinder uit de onderfamilie Eriocottinae van de familie Eriocottidae. De wetenschappelijke naam is voor het eerst geldig gepubliceerd in 1983 door Christian Gibeaux.
De soort komt voor in Europa.
1. ↑  Gibeaux, C., 1983: Description d'Eriocottis nicolaeella espece nouvelle pour la science decouverte en France. (Lep., Eriocottidae). Entomologica Gallica 1(1): 13-15.